# Astra 4A
Astra 4A (dawniej Sirius 4) – czwarty geostacjonarny satelita telekomunikacyjny serii Sirius, należący do firmy SES, poprzez spółki zależne SES Astra i SES Sirius. Umieszczony nad równikiem na długości geograficznej 4,8°E. Służy do transmisji sygnałów telewizyjnych (w tym HDTV) i usług szerokopasmowych w Europie (głównie dla państw skandynawskich i nadbałtyckich). Planowany czas pracy satelity wynosi 15 lat.
Satelita został wyniesiony na orbitę z kosmodromu Bajkonur 17 listopada 2007 jako Sirius 4. W 2010 po tym, jak SES Astra przejęła 100% udziałów w SES Sirius, satelita został przemianowany na Astra 4A.
Od 18 lipca 2008 transmituje kanał Biełsat TV – polski kanał telewizyjny dla Białorusinów.
Satelita został zbudowany przez Lockheed Martin, na mocy kontraktu zleconego 12 stycznia 2005, na uniwersalnej platformie A2100AXS, i posiada:
- 46 transponderów pasma Ku
- 1 transponder pasma Ka dla zastosowań interaktywnych w Skandynawii i państwach nadbałtyckich
- 6 transponderów pasma Ku i jeden Ka tworzących wiązkę subsaharyjską uzupełniającą wiązki satelitów Astra 2B i Astra 4A (obecnie NSS-10) i łączności między Afryką a Europą

Statek jest stabilizowany trójosiowo. Ogniwa słoneczne będą wytwarzały na końcu misji 11,3 kW energii elektrycznej.